# Phaonia mimotenuiseta
Phaonia mimotenuiseta är en tvåvingeart som beskrevs av Ma och Wu 1989. Phaonia mimotenuiseta ingår i släktet Phaonia och familjen husflugor. Inga underarter finns listade i Catalogue of Life.